# Allerheiligenkapelle (Prag)
Die Allerheiligenkapelle (tschechisch Kostel Všech svatých) ist eine gotische, im Stil der Renaissance umgebaute Kirche auf dem Areal der Prager Burg. Sie grenzt im Osten an den Alten Königspalast und ist vom Vladislavsaal des Palastes zugänglich. Der gotische Chor ist ein markanter Teil des Burgpanoramas.

## Geschichte und Beschreibung

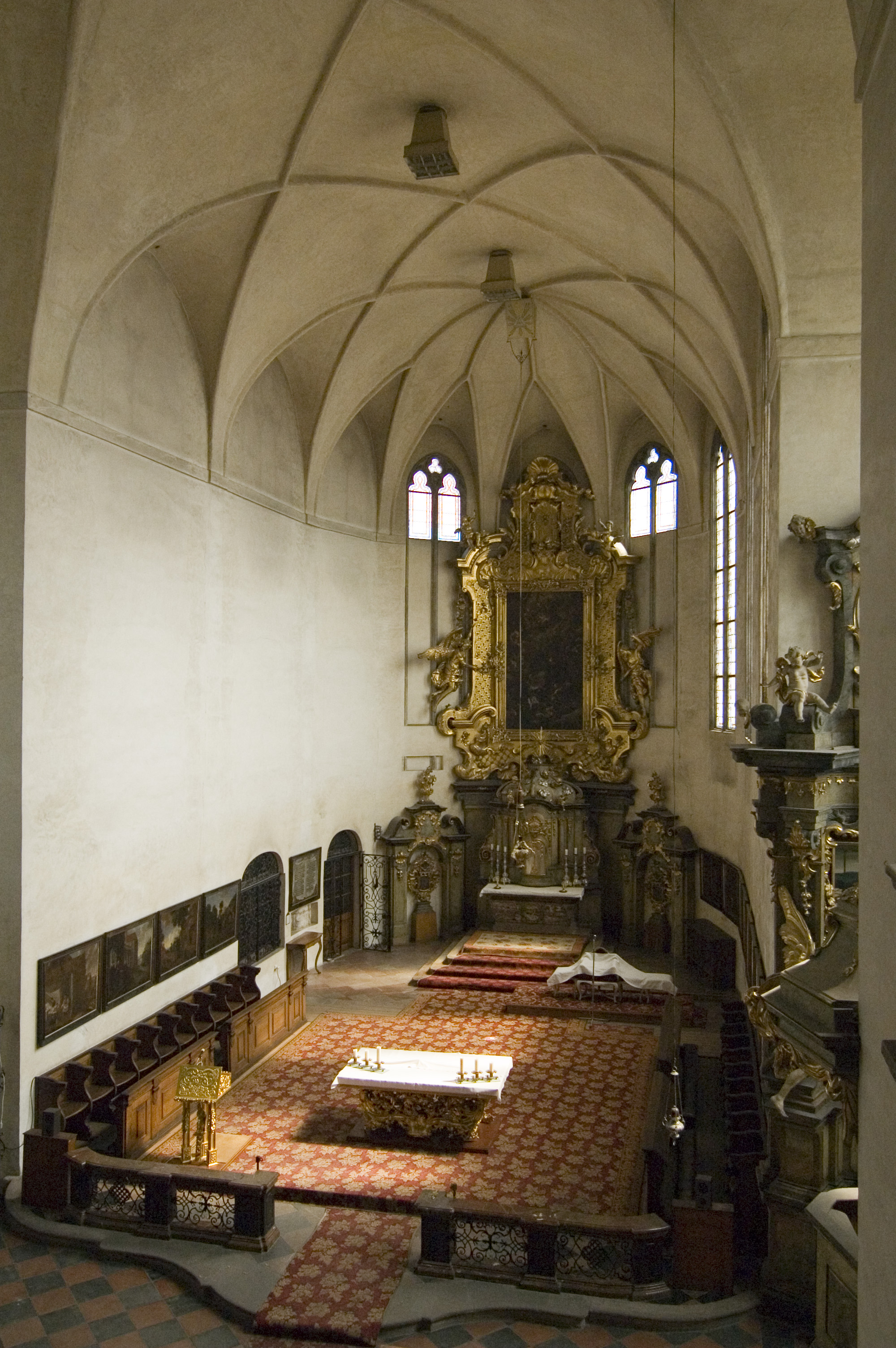
Inneres

Die Allerheiligenkapelle steht an der Stelle einer älteren romanischen Allerheiligenkapelle aus dem 12. Jahrhundert. Sie wurde in den Jahren 1263–1264 umgebaut und 1267 zur königlichen Kapelle erhoben. Im Jahr 1339 gründete Karl IV. hier ein Kollegiatstift. Ende des 14. Jahrhunderts baute Peter Parler über der alten Kapelle eine einschiffige gotische Kirche. Als Vorbild diente ihm wahrscheinlich die berühmte Pariser Sainte-Chapelle. Nach der Chronik von Václav Hájek z Libočan war die Kirche reich an Skulpturen, mit Halbedelsteinen verziert und hatte Fenster mit bunten Glasmalereien.
Im Jahr 1541 erfasste ein verheerender Brand die gesamte Prager Burg, auch die Allerheiligenkapelle wurde stark beschädigt, nur ihre Außenmauern blieben stehen. Im Jahr 1580 stiftete die französische Königin Elisabeth von Österreich Mittel für den Wiederaufbau. Die Kapelle wurde im Renaissancestil wieder aufgebaut, vergrößert und bis an die Ostfront des Alten Königspalastes verlängert. Im Jahr 1588 wurden die Gebeine des hl. Prokop aus dem Kloster Sázava hierher umgebettet und im Jahre 1598 wurde Zugang aus dem Vladislavsaal auf die Empore der Allerheiligenkapelle geschaffen.
Die einschiffige Kirche besteht aus einem gotischen Presbyterium und einem Renaissanceschiff mit zwei Seitenkapellen. Das Gewölbe stammt von 1580. Der barocke Hauptaltar von Peter Prachner trägt das Allerheiligenbild von Wenzel Lorenz Reiner aus dem Jahr 1732. In einer Nische an der Nordseite befindet sich Grab des hl. Prokop, dessen Leben sich ein Bilderzyklus von Christian Dittmann aus dem Jahr 1669 widmet. Das letzte Bild zeigt die Überführung der Gebeine des Heiligen aus dem Kloster Sázava. Der Chor aus dem Jahr 1732 ist wahrscheinlich das Werk von Kilian Ignaz Dientzenhofer. Die Barockorgel wurde im Jahr 1969 aus einer Kirche in Skapce hierhergebracht.